# Единая система газоснабжения

Основные экспортные газопроводы из России в Европу

Еди́ная систе́ма газоснабже́ния Росси́и (ЕСГ) — уникальный технологический комплекс, включающий в себя объекты добычи, переработки, транспортировки, хранения и распределения газа в европейской части России и Западной Сибири. ЕСГ обеспечивает непрерывный цикл поставки газа от скважины до конечного потребителя. В основном была создана в советское время. Является крупнейшей в мире системой транспортировки и балансирования поставок природного газа.
Собственником российского сегмента ЕСГ является ПАО «Газпром». «Газпрому» также принадлежат газотранспортные сети на территории Армении, Киргизии, Белоруссии.
В 2017 году общий объём транспортировки через ЕСГ составил 672,1 млрд м³ газа, в том числе 20,8 млрд м³ из Центральной Азии. Поставка за пределы России составила 232,4 млрд куб. м.
«Газпром» предоставляет доступ к газопроводам независимым компаниям. В 2017 году услуги по транспортировке газа по газотранспортной системе «Газпрома» на территории Российской Федерации были оказаны 24 компаниям. Объём транспортировки составил 137,9 млрд м³ газа. В августе 2023 года «Газпром» начал проектно-изыскательские работы для дальнейшего проектирования строительства 700-километрового газопровода от Томской области с компрессорной станции Володино до Красноярска. По словам вице-премьера Александра Новака, — это станет первым этапом по развитию Единой системы газоснабжения в Восточной Сибири. По окончании проектных работ, запланировано подписание программы газификации между «Газпромом» и Красноярским краем, чтобы к 400-летию столицы региона первые потребители получили газ.

## Строительство
Проект создания ЕСГ был подготовлен Министерством газовой промышленности СССР с октября 1961 по март 1963 — под руководством Министра СССР А. К. Кортунова.

## Состав
Общая протяжённость газотранспортной системы на территории России составляет 172,1 тыс. км. В транспортировке газа используются 254 компрессорные станции с общей мощностью газоперекачивающих агрегатов 46,7 тыс. МВт. Один из создателей нефтегазотранспортной системы СССР Геннадий Иосифович Шмаль утверждал, что газопровод диаметром 56 дюймов (1420 мм) по своему энергетическому потенциалу равен вместе взятым Красноярской ГЭС, Братской ГЭС, Иркутской ГЭС, Саяно-Шушенская ГЭС. А таких газопроводов из Западной Сибири проложен двадцать один.
В 2023 году вице-премьер Александр Новак сообщил о подготовке к реализации соединения в ближайшее время СТГ «Сила Сибири» и «Сахалин—Хабаровск—Владивосток» с ЕСГ. Вместе с этим рассматривается вопрос ускорения строительство газопровода перемычки между «Силой Сибири» и газопроводом «Сахалин—Хабаровск—Владивосток». По словам президента России Владимира Путина, реализация этого пролета решит историческую задачу по интеграции в одно целое газотранспортные сети запада и востока страны, а также позволит существенно расширить программу газификации Дальнего Востока и гибко работать на мировых энергетических рынках.
Основные маршруты поставки газа на экспорт:
- Газопровод «Северный поток»
- Газопровод «Ямал — Европа»
- Газопровод «Уренгой — Помары — Ужгород»
- Газопровод «Голубой поток»

Газотранспортные проекты:
- Газопровод «Северный поток - 2»
- Развитие газотранспортных мощностей ЕСГ Северо-Западного региона, участок Грязовец — КС Славянская
- Газопровод «Турецкий поток»
- Газопровод «Ухта — Торжок — 2»
- Газопровод «Бованенково — Ухта — 2»
- Газопровод «Сила Сибири»
- Газопровод «Сила Сибири — 2»
- Газопровод «Сахалин — Хабаровск — Владивосток».

Подземные хранилища газа (по сост. на 31.12.2017):
- Действующие ПХГ группы Газпром:
  - на территории России — 22
  - на территории Белоруссии — 3
  - на территории Германии — 1
  - на территории Армении — 1
- Действующие объекты ПХГ с участием группы Газпром в качестве соинвестора:
  - на территории Германии — 3
  - на территории Австрии — 1
  - на территории Сербии — 1
  - на территории Чехии — 1
  - на территории Латвии — Инчукалнсское ПХГ, в 2017 году в результате раздела вертикально интегрированной компании Latvijas Gāze вошло в состав оператора магистральных газопроводов и ПХГ Conexus Baltic Grid[10].
- Строящиеся и перспективные объекты ПХГ:
  - на территории России — 6
- Разведываемые площади под ПХГ:
  - на территории России — 7.